# 佐伊·迪亚斯
佐伊·迪亚斯（西班牙語：Zoe Díaz，2006年6月5日—），生于布宜諾斯艾利斯，阿根廷女子曲棍球运动员，2023年泛美运动会女子金牌得主、2024年夏季奥林匹克运动会女子铜牌得主。